# Kiel-Wik

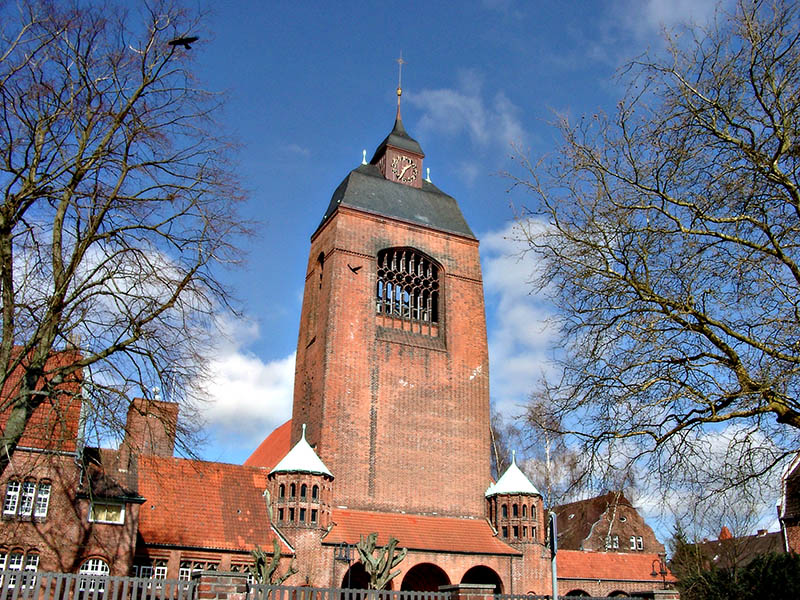
Petruskirche in Wik

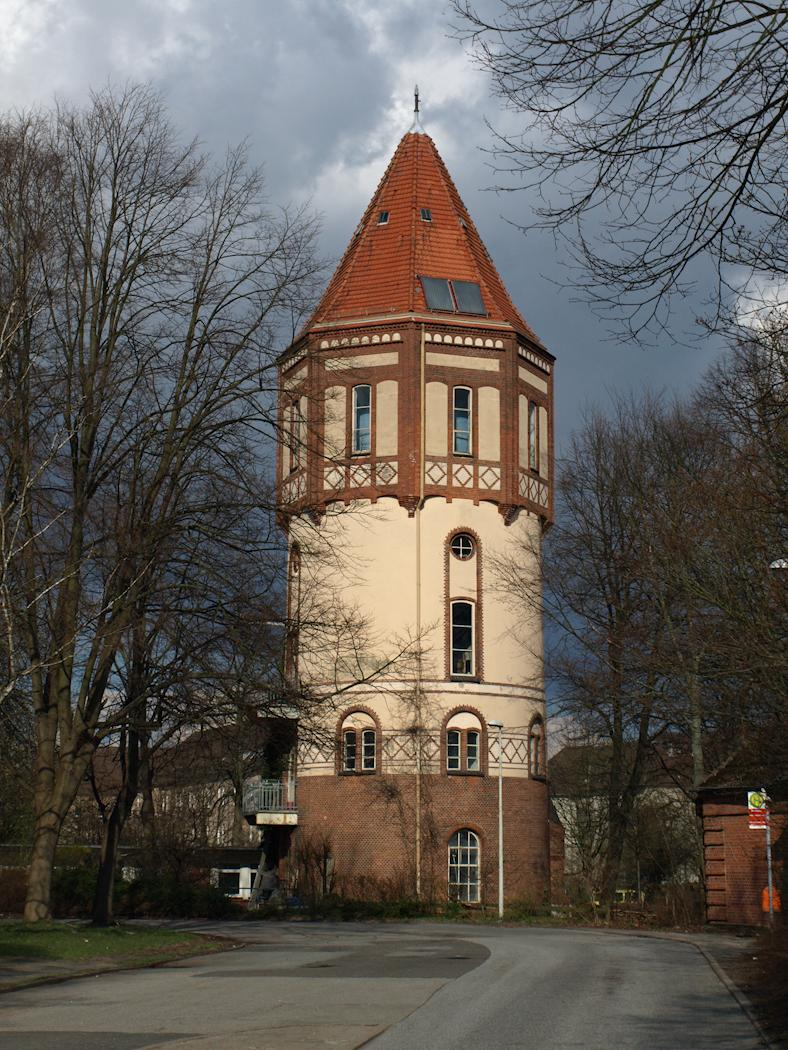
Wasserturm an der Rostocker Straße des Architekten Adalbert Kelm

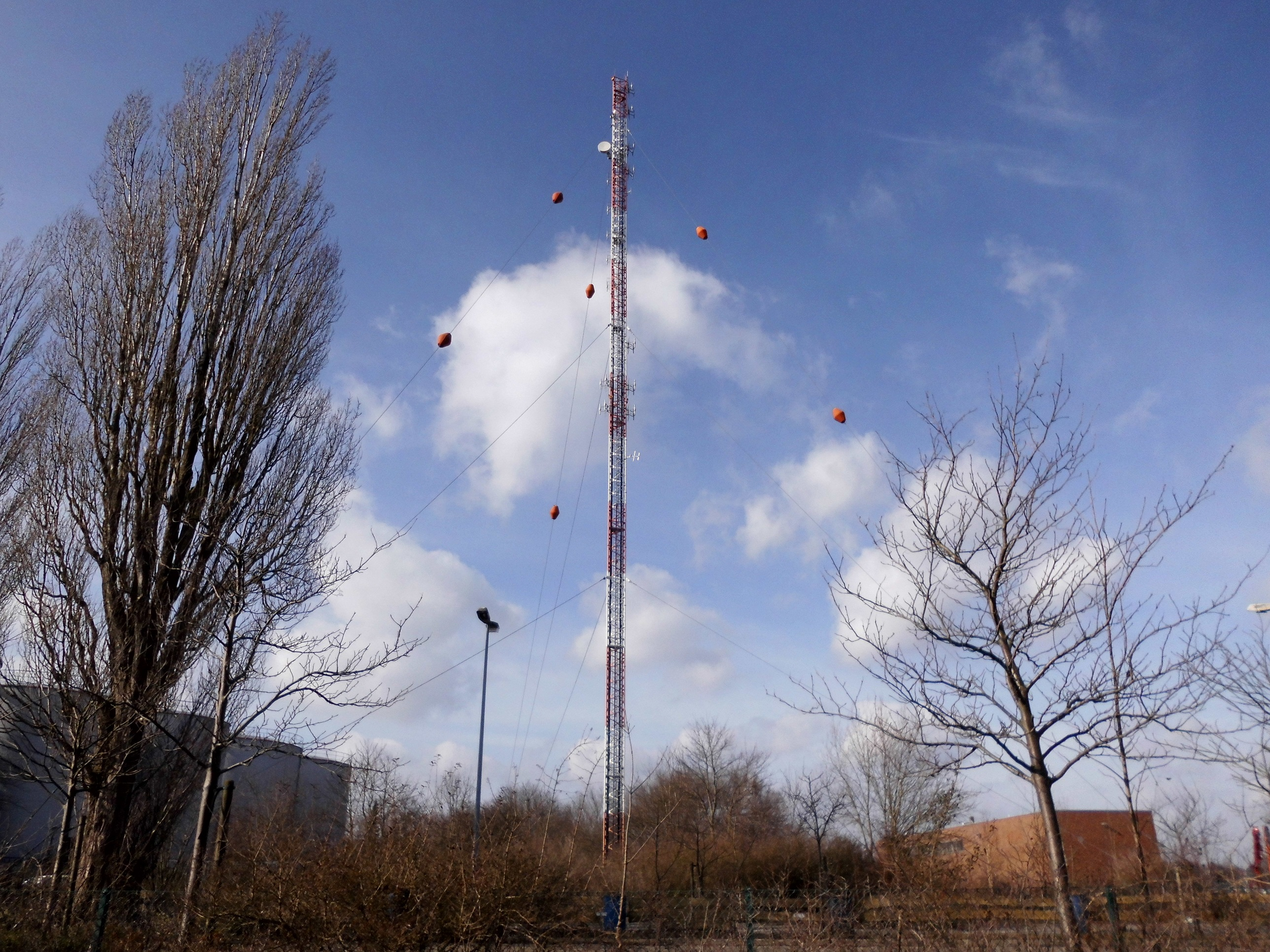
Stahlfachwerkmast

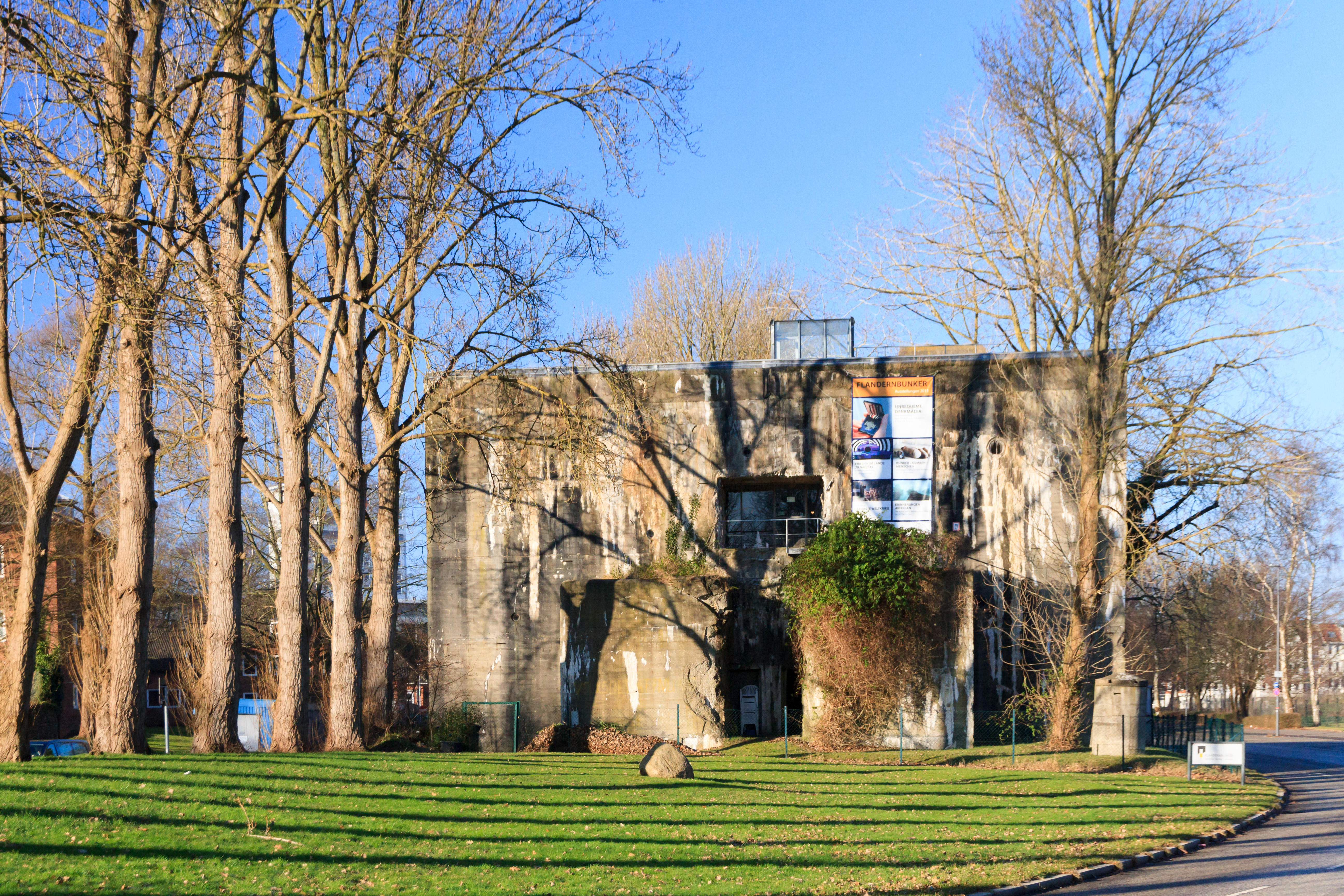
Flandernbunker

Der Stadtteil Wik liegt im Norden der schleswig-holsteinischen Landeshauptstadt Kiel. Sowohl flächenmäßig als auch mit einer Gesamtbevölkerung von 20.422 Einwohnern ist die Wik der zweitgrößte Stadtteil Kiels (Stand 31. März 2024). Kiel-Wik ist maritim geprägt und beheimatet den Marinestützpunkt Kiel und ist Liegeplatz des Segelschulschiffs Gorch Fock.

## Geschichte
Urkundlich wird das Dorf Wik im Jahre 1286 als Kotelwik bezeichnet. Der Name weist auf halbslawischen Ursprung hin und bedeutet so viel wie Kesselbucht. Aber schon im Jahr 1317 wird das Dorf Wyck genannt.
Im Jahr 1886 wurden auf  Initiative der Landgemeinde Wik Verhandlungen über die Eingemeindung geführt. Die Gemeinde sah sich außerstande die Kosten, die durch den Bau des Kaiser-Wilhelm-Kanals auf sie zu kamen, allein zu tragen. Wegen des zunächst erfolgten Einspruchs der königlichen Regierung verzögerte sich die Eingemeindung und konnte erst am 1. April 1893 erfolgen. Das Kieler Stadtgebiet vergrößerte sich um 514,43 Hektar.
In den Jahren 2007–2009 wurde ein im Zweiten Weltkrieg errichteter Hochbunker auf dem Gelände der ehemaligen Technische-Marine-Schule (TMS) an der Prinz-Heinrich-Straße abgerissen.

## Der Stadtteil in seinen Grenzen
Im Folgenden werden die Grenzen des Stadtteils im Norden startend im Uhrzeigersinn fortlaufend angegeben: Im Norden wird der Stadtteil durch den in West-Ost-Richtung verlaufenden Nord-Ostsee-Kanal begrenzt, im Osten durch die Kieler Förde, im Süden durch Parkstraße, Niemannsweg, Koesterallee, Düvelsbeker Weg, Kreuzung Belvedere, Paul-Fuß-Straße, Westring, Bundesstraße 76, Bremerskamp, der Grünfläche zwischen Johann-Fleck-Straße und Klausbrooker Weg. Im Westen bildet die Güter-Bahnlinie und eine Zickzacklinie östlich der Sportanlagen durch das Projensdorfer Gehölz die Grenze des Stadtteils.
Die angrenzenden Stadtteile im Norden beginnend im Uhrzeigersinn: Nördlich grenzt der Stadtteil Holtenau an, zu dem auch der Kanal gehört, südlich angrenzen die Stadtteile Düsternbrook, Blücherplatz und Ravensberg, sowie die Gemeinde Kronshagen. Im Westen grenzt Wik an den Stadtteil Suchsdorf.
Das Stadtviertel Steenbek-Projensdorf ist ein Teil des Stadtteils Wik. Die Grenze bildet von den Holtenauer Hochbrücken an südwärts verlaufend die Bundesstraße 503 bis zur Tunnelkreuzung mit dem Steenbeker Weg und von da an Projensdorfer Straße und Westring.
Zwischen Projensdorf und Suchsdorf befindet sich die Siedlung Klausbrook, ein Ende der 1980er Jahre entstandenes Wohngebiet. Dort sind die Straßen nach Kieler Professoren benannt. Die 2008 mit der Oster- und Petrus-Nord-Gemeinde zur Emmausgemeinde fusionierte Martinsgemeinde unterhielt hier bis 2009 ein zweites Gemeindezentrum.

## Kanalquerung
Über den Kanal führen in Kiel vier Hochbrücken. Zwei in der Wik und zwei in Suchsdorf. Für eine Überquerung mit dem Fahrrad oder zu Fuß wurde bereits in Zeiten des Kanalbaus eine Fährverbindung eingesetzt. Die Überfahrt ist seit jeher kostenlos, ein entsprechendes Gesetz zur kostenlosen Überquerung wurde bereits von dem Erbauer des Kanals, Kaiser Wilhelm I. (Fertigstellung und Einweihung durch Kaiser Wilhelm II.), erlassen, da es sich um ein unnatürliches Landschaftshindernis handelt. Die Fähre Wik–Holtenau wird mit der 14 Meter langen und 5 Meter breiten Adler I durchgeführt. Das bis zu 49 Personen und etwa 24 Fahrräder aufnehmende Fahrzeug befördert während der Sommermonate 3000–4000 Fahrgäste täglich auf der 3–5 Minuten langen Fahrt vom einen zum anderen Ufer, im Winter sind es nur bis zu 1000.

## Bildung
Im Stadtteil liegen die folgenden Bildungseinrichtungen:
- Hebbelschule (Gymnasium) – Die Schule wurde 1902 als „Städtische Realschule Kiel“ (ausschließlich für Jungen) gegründet und nutzte damals Räumlichkeiten in der Waitzstraße. 1903 wurde sie in „Oberrealschule I“ umbenannt und 1922 nach dem Dichter Friedrich Hebbel in Hebbelschule umbenannt. 1944 wurden die Gebäude schwer beschädigt, sodass der Unterricht von 1945 bis 1958 in den Räumen der Ricarda-Huch-Schule stattfand. 1958 wurde der heutige Standort an der Feldstraße bezogen. Seit 1971 gehen Jungen und Mädchen an diese Schule. Die Räumlichkeiten stehen unter Denkmalschutz.
- Friedrich Junge Gemeinschaftsschule Kiel
- Schule am Sonderburger Platz (Grundschule)
- Ernst-Barlach-Gymnasium Kiel (Steenbek-Projensdorf)
- Grund- und Gemeinschaftsschule Wik - Die Schule wurde am 1. Februar 2022 wieder eine eigene Schule, nachdem 2019 die Timm-Kröger-Schule mit der Friedrich-Junge-Schule (Schreventeich) zusammengeschlossen wurde

## Sportstätten

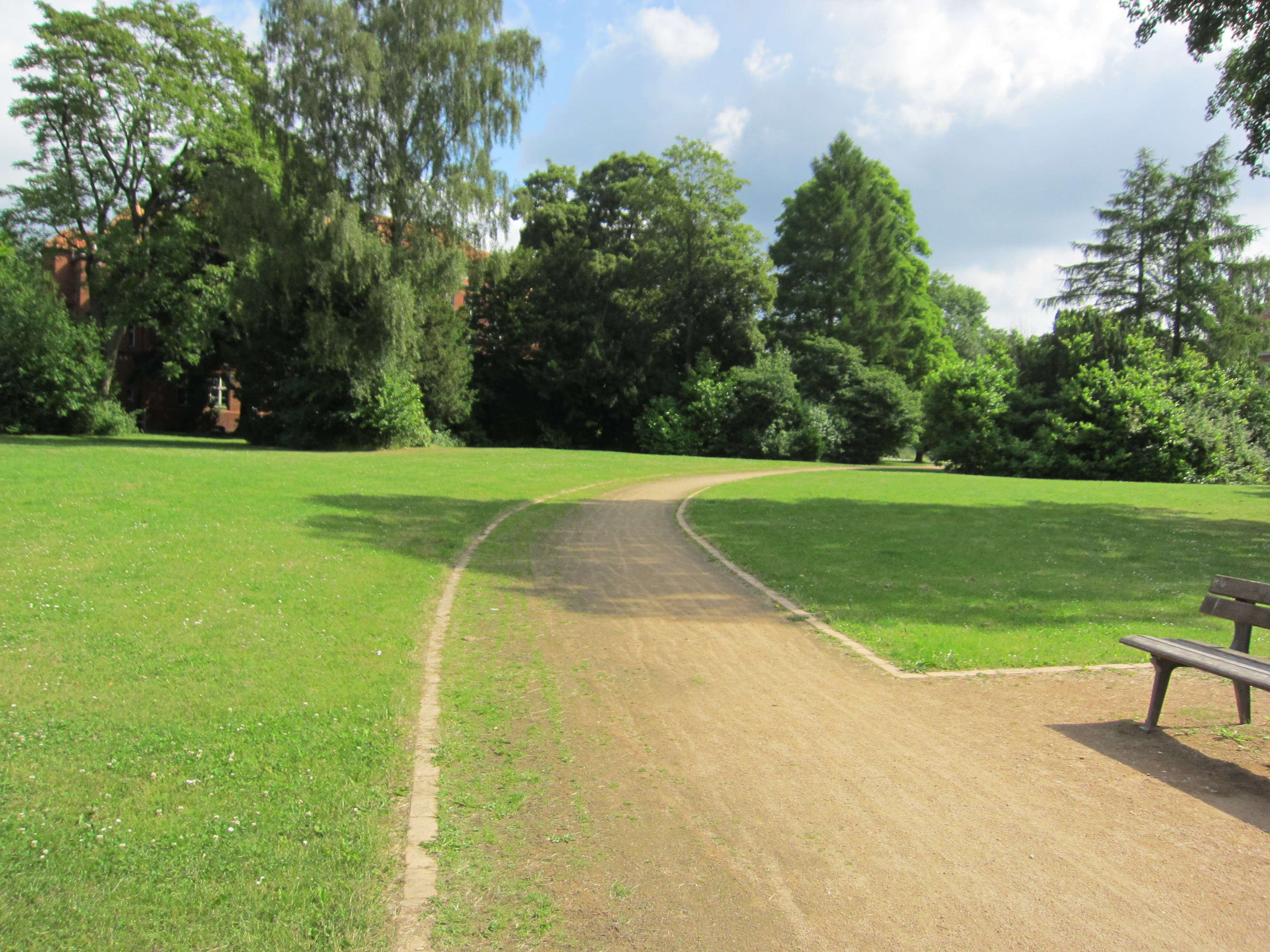
Anscharpark

- Holstein-Stadion, Heimstadion des Kieler Fußballvereins Holstein Kiel
- Sportanlage Timmerberg. Heimstätte des Wiker SV

## Bauwerke
In Kiel-Wik existierte bis 1994/1995 ein Heizkraftwerk mit zwei je 110 Meter hohen Schornsteinen. Südlich der Schleusen befindet sich bei 54.363846° N 10.143865° E ein in drei Ebenen abgespannter Stahlfachwerkmast. 2012 wurde der Schleusenpark eingeweiht, in dem sich der Wiker Balkon befindet, eine 2,30 Meter hohe Aussichtsplattform, die einen Blick auf Nord-Ostsee-Kanal, Schleusen
und Förde ermöglicht.

## Sporthafen Wik
Der Sporthafen Wik befindet sich im gleichnamigen Stadtteil von Kiel, im Norden der Stadt. Mit knapp 200 Wasserliegeplätzen bietet der Hafen eine attraktive Anlaufstelle für Segler und Bootseigner. Die Ausstattung des Hafens umfasst Sanitäranlagen, Stromanschlüsse und Versorgungseinrichtungen.

## Verkehr

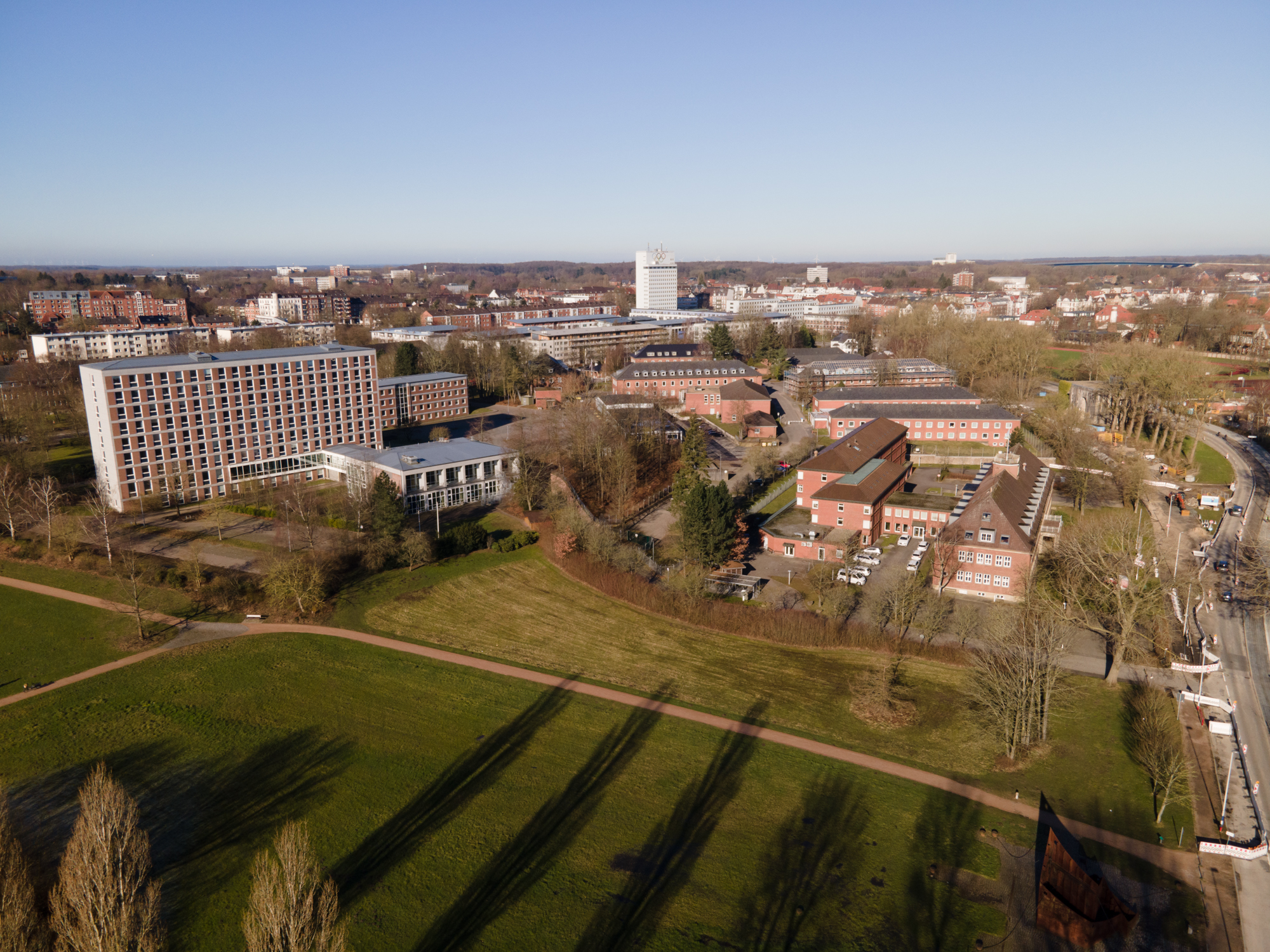
Kiel-Wik mit dem Bundesverwaltungsamt

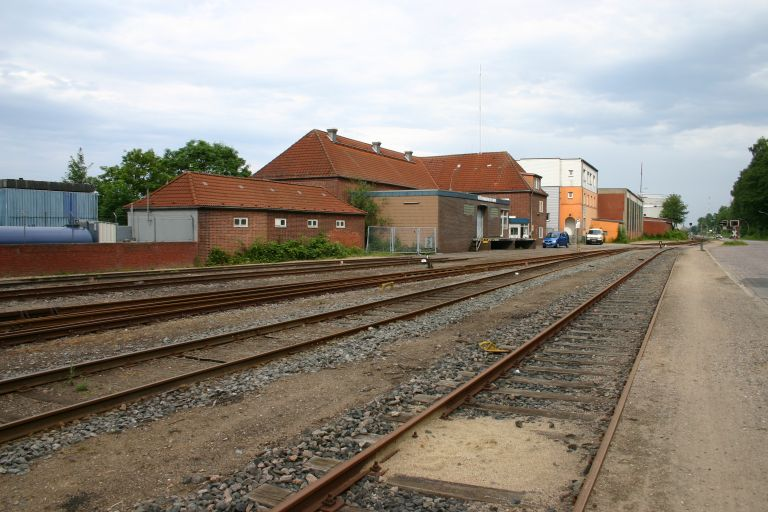
Bahnhof Kiel-Wik

Kiel-Wik liegt an der im Schienengüterverkehr befahrenen Bahnstrecke Suchsdorf–Wik.